# Дело Нанавати
Командующий К. М. Нанавати против штата Махараштра (англ. Commander K. M. Nanavati vs. State of Maharashtra) — судебное дело, рассмотренное в Индии в 1959 году; коммандер Кавас Манекшу Нанавати, военно-морской офицер, предстал перед судом за убийство Прем Ахаджи, любовника своей жены. Нанавати, обвиняемый по статье 302, первоначально был признан присяжными невиновным, но приговор был отклонён Верховным судом Бомбея, и дело было пересмотрено при участии судьи. Это был не последний суд присяжных в Индии; в Западной Бенгалии он существовал вплоть до 1973 года. Суды присяжных были отменены в большинстве индийских судов в соответствии с Уголовно-процессуальным кодексом 1973 года, за исключением общины парсов, у которых данный вид судебных разбирательств сохраняется в отношении супружеских споров. Инцидент получил беспрецедентное освещение в СМИ и был воплощён в нескольких книгах и фильмах.

## Предыстория
Кавас Манекшу Нанавати (1925—2003), представитель общины парсов, был коммандером ВМС Индии и поселился в Бомбее с Сильвией, его женой-англичанкой, двумя сыновьями и дочерью. Нанавати часто уходил на длительные задания, и Сильвия влюбилась в Према Бхагвана Ахаджу, друга Нанавати и представителя народа синдхи. В своих показаниях в суде сестра Према, Мами Ахаджа, заявила, что Прем согласился жениться на Сильвии при условии её собственного развода. Однако это противоречило письмам, написанным Сильвией (и признаваемыми в качестве её показаний), где она выразила желание развестись с Нанавати и выйти замуж за Према, сомневаясь при этом в тех же намерениях со стороны последнего. Так, она писала: «Прошлой ночью, когда ты говорил о том, что можешь жениться на мне или любой другой девушке, что-то внутри меня сломалось, и я поняла, что не смогу вынести и мысли о твоей любви к кому-то ещё».

## Убийство
1 ноября Нанавати вернулся домой из очередной командировки и, обнаружив Сильвию расстроенной и отдалившейся от него, решил её расспросить. Сильвия, которая теперь сомневалась в намерении Према на ней жениться, призналась мужу в интрижке. Тогда Нанавати завёз свою семью в кинотеатр «Метро» на представление (что давно уже пообещал), но сам извинился и, оставив их, направился прямо на очную ставку к Прему Ахадже. Когда Сильвию спросили в суде, почему она не последовала за разъярённым мужем и пошла на представление, она ответила: «Я была расстроена, и тогда не могла ясно соображать. Мне было не все равно, что он хочет застрелиться… Трудно объяснить такие вещи детям, поэтому я отвела их в кино».
Нанавати же отправился на военно-морскую базу, под ложным предлогом забрал со склада свой пистолет вместе с шестью патронами, завершил свои служебные обязанности и направился в кабинет Према Ахаджи. Не найдя его там, он направился на квартиру соперника. Началась словесная перепалка между двумя мужчинами; согласно показаниям Нанавати, он спросил Ахаджу, намерен ли последний жениться на Сильвии и взять на себя заботу о детях. После отрицательного ответа прозвучали три выстрела и Прем Ахаджа упал замертво. После Нанавати направился прямо к начальнику военной полиции Западного военно-морского командования для признания и по его совету сдался комиссару полиции.

## Суд присяжных
Затруднение заключалось в том, стрелял ли Нанавати Ахаджа в «состоянии аффекта» или это было преднамеренное убийство. В первом случае Нанавати было бы предъявлено обвинение в соответствии с уголовным кодексом Индии за непредумышленное убийство с максимальным наказанием в 10 лет; основанием могли быть и исключения 1 и 4 из раздела 300 УКИ (который и определяет убийство). Исключение 1 гласит:
Убийство не считается умышленным, если правонарушитель, будучи лишен самоконтроля в результате серьёзной и внезапной провокации, лишает жизни человека, который и совершил провокацию, или к смерти любого другого человека вследствие ошибки или несчастного случая.
Исключение 4 гласит:
Убийство не является умышленным, если оно совершено без умысла в внезапной схватке в пылу страсти после внезапной ссоры и без использования преступником неправомерного преимущества или жестокого или необычного поведения.
Пояснение. В таких случаях не имеет значения, какая из сторон осуществляет провокацию или совершает нападение первой.

В последнем случае (то есть умышленном преступном деянии) Нанавати будет обвинён в убийстве, причём приговором будет смертная казнь или пожизненное заключение. Нанавати себя виновным не признал, и его защита утверждала, что непредумышленное убийство не равносильно убийству как таковому, в то время как обвинение утверждало, что это было спланированное деяние.
У присяжных в судебной коллегии по уголовным делам Верховного суда Бомбея была только одна задача: объявить человека «виновным» или «невиновным» в рамках своих полномочий. Они не могли привлечь к ответственности либо назначить наказание обвиняемому. Суд присяжных в указанной коллегии Верховного суда Бомбея объявил Нанавати невиновным в соответствии с разделом 302, по которому было предъявлено обвинение с вынесением приговора по разделу 8-1. Господин Ратилал Байчханд Мехта (судья) счёл оправдательный приговор ошибочным и передал дело в Верховный суд Бомбея.
Обвинение утверждало, что присяжные были введены в заблуждение председательствующим судьёй по четырём важным пунктам:
1. Бремя доказательства того, что это был несчастный случай, а не преднамеренное убийство, была возложена на Нанавати.
2. Было ли признание Сильвии серьёзной провокацией для Нанавати или ей послужил какой-то конкретный инцидент в спальне Ахаджи, либо совокупность этих событий?
3. Судья неверно истолковал присяжным тот факт, что провокация также может исходить от третьего лица.
4. Жюри не было проинструктировано, что защита Нанавати должна быть доказана в той степени, когда есть признаки того, что человек отдаёт отчёт в своих деяниях.

Суд принял доводы, отклонил вердикт присяжных, и дело было пересмотрено в Верховном суде. Утверждалось, что присяжные находились под влиянием СМИ и были уязвимы для введения в заблуждение. Правительство Индии отменило судебные разбирательства с участием присяжных заседателей вскоре после этого, за исключением общины парсов, у которых он и ныне используется при рассмотрении брачно-семейных споров.

## Пересмотр приговора

### Версия защиты
В Верховном суде Бомбея защита представила свою версию инцидента, подкрепляемую лишь двумя свидетелями и не имеющую доказательств. Услышав признание Сильвии, разъярённый Нанавати хотел застрелиться, но жена успокоила его, убедив в отсутствии его собственной вины и соответственно причины для самоубийства. Поскольку Сильвия не сказала ему, собирался ли Прем жениться на ней или нет, Нанавати решил выяснить это сам. Когда Нанавати встретил в спальне последнего, мужчина только вышел из ванной, обёрнутый в белое полотенце; рассерженный Нанавати выругался в его адрес и продолжил задавать вопросы относительно женитьбы на Сильвии и заботы о детях. Прем ответил: «Мне что, жениться на каждой женщине, с которой я сплю?» и этой фразой ещё больше разозлил офицера. Видя, как тот идёт за пистолетом, обёрнутым в коричневый пакет, Прем тоже направился к оружию и в последующей потасовке рука Према зацепила пистолет, тот выстрелил и убил его самого.

### Версия обвинения
Версия обвинения и их аргументы против защиты были основаны на ответах свидетелей и подтверждены доказательствами. Полотенце, которое было на Ахудже, было неповреждённым на его теле и не ослабло и не упало; в случае потасовки очень маловероятно, что оно осталось бы на своём месте. После признания Сильвии спокойный и собранный Нанавати бросил свою семью в кинотеатре, поехал на военно-морскую базу и, согласно журналу, получил оружие и патроны под ложным предлогом. Это указывало на то, что провокация не была ни серьёзной, ни внезапной, и что Нанавати убийство спланировал. Слуга Ахаджи, Анжани, указал, что выстрелы были произведены друг за другом, и весь инцидент занял меньше минуты, (что исключило сам факт драки). Нанавати вышел из дома Ахаджи, ни слова ни сказав его сестре Мами (которая находилась в другой комнате) о несчастном случае. Затем он разрядил пистолет, пошёл сначала к военному коменданту, а затем в полицию для дачи чистосердечного признания, обозначив тем самым расчёт в своих действиях. Заместитель комиссара полиции указал, что Нанавати действительно признался в убийстве Ахаджи и даже поправил своё имя в протоколе допроса.
Верховный суд согласился с доводом обвинения о том, что убийство было спланированным, и приговорил Нанавати к пожизненному заключению. 24 ноября 1961 года Верховный суд Индии объявил приговор вступившим в законную силу.

## Общественная поддержка
Инцидент шокировал, а затем и всколыхнул всю страну; подобное «преступление страсти» было необычным. Люди также находили интересным раскрывающиеся подробности отношений; например, Нанавати знал Ахаджу в течение почти 15 лет, а Сильвия стояла рядом со своим мужем после убийства Ахаджи.
Еженедельный таблоид Blitz, принадлежащий представителю народа парсов Р. К. Каранджии, публиковал историю, эксклюзивные репортажи и открыто поддерживал Нанавати. Они изображали его как оскорблённого мужа и честного офицера, которого предал близкий друг. Они представили Нанавати как образ, воплощающий идеальные ценности среднего класса, и все это в сравнении с образом плейбоя Ахаджи, символизирующего коррупцию и подлость буржуазии. Каждый выпуск Blitz во время судебного разбирательства продавался по цене в 2 рупии за штуку, что значительно выше обычного показателя в 0,25 рупии. Продавцы на улице предлагали сувениры в виде «полотенца Ахаджи» и игрушечные «револьверы Нанавати».
Влиятельные представители парсов проводили регулярные митинги в Бомбее; самым крупным был митинг, проведённый в Ковасджи Джехангир Холл в поддержку указа губернатора, прекращающего пожизненное заключение Нанавати и дозволяющий помещение его под стражу военно-морского флота, пока апелляция не была заслушана Верховным судом. На этом митинге 3500 человек присутствовало в зале и около 5000 человек собрались на улице. Нанавати также получил поддержку от ВМС Индии и панчаята парсов, в то время как община синдхов поддержала Мами Ахаджи.
С юридической стороны возглавил судебное преследование Рам Джетмалани, а Карл Хандалавала представлял Нанавати.

## Освобождение
Нанавати много лет проводил в тех же социальных кругах, что и семья Неру-Ганди. Ранее он работал военным атташе при В. К. Кришне Меноне, пока последний был верховным комиссаром в Соединённом Королевстве и в то время сблизился с семейством Неру. Во время суда над Нанавати и вынесения приговора Джавахарлал Неру был премьер-министром Индии, а его сестра Виджая Лакшми Пандит была губернатором штата Бомбей.
Все эти преимущества, возможно, в другое время Нанавати ничем бы не помогли, поскольку пресса и общественность могли принять помилование как вопиющее злоупотребление властью в целях помощи приближённым влиятельной в политических кругах семьи. Тем не менее, общественное мнение в достаточно консервативной стране было решительно на стороне Нанавати, считавшегося честным военно-морским офицером с ценностями среднего класса и обострённым чувством чести. Общественности представлялось, что пожизненное заключение было слишком жестоким наказанием и она поддержала выдвинутое Blitz предложение помиловать морского офицера. Данное издание играло важную роль в склонении общественного мнения в пользу Нанавати и освещении проблемы в течение более трёх лет, пока ему не было пожаловано помилование.
В тюрьме Нанавати провёл 3 года; было опасение, что прощение может вызвать гневную реакцию сообщества синдхи, к которому принадлежала семья Ахаджа. Примерно в это же время правительство получило ходатайство о помиловании от Бхая Пратапа, торговца-синдха, который был участником индийского движения за независимость и был осуждён за злоупотребление лицензией на импорт. Учитывая его вклад в борьбу за свободу нации и относительную малость его преступления, правительство приняло решение помиловать Бхая Пратапа. Наконец, прошение о помиловании Нанавати было получено даже от Мами Ахаджи, сестры убитого. Она дала согласие на его прощение в письменной форме. Виджала Лакшми Пандит, тогдашний губернатор Махараштры, помиловала Бхая Пратапа и Нанавати в один и тот же день.
После освобождения Нанавати, его жена Сильвия и трое их детей эмигрировали в Канаду и поселились в Торонто. Нанавати умер 24 июля 2003 года.

## В популярной культуре
- Триллер 1963 года, Yeh Rastey Hain Pyar Ke (дословно — «Путь любви»), в котором снимались Сунил Датт, Лила Найду и Рехман, был первым фильмом в Болливуде, который воплотил данный сюжет, однако в прокате картина провалилась. Показ начинался с заявления, что все люди и инциденты являются вымышленными; финал также был изменён. Книга авторства Лилы Найду совместно с Джерри Пинто, выпущенная в 2010 году, содержит сведения о том, что сценарий фильма был написан ещё до дела Нанавати. Совпадение реальных событий с сюжетной линией фильма, наводящих на мысль об исторической базе, является случайным.
- Фильм «Майор» (Achanak), криминальная драма 1973 года, написанная и поставленная Гулзаром; в главных ролях Винод Кханна, Лили Чакраварти и Ом Шивпури. Сюжет основан на данном инциденте, что сделало ленту чемпионом по кассовым сборам. В фильме Винод Ханна, который играет праведного армейского офицера, получает смертный приговор, который так и остаётся невыполненным.
- Помимо книги на хинди под названием Nanavzti ka Mukadama (дословно — «Процесс Нанавати»), англо-индийский романист Индра Синха создал «Смерть мистера Любовь» — вымышленный рассказ, основанный на данном преступлении. Книга, охватывающая четыре десятилетия между 1950-ми и 1990-ми годами, рассказывает историю миссис С., ещё одной женщины, с которой у Према были любовные отношения. В названии «Любовь» — дословный перевод «Прем», имени Ахаджи.
- Данный случай также появляется в «Детях полуночи» Салмана Рушди, где случай с командиром Сабармати (в главе под названием «Дубинка командира Сабармати») является пересказом дела Нанавати, пусть и с вымышленными деталями.
- Болливудский фильм «Рустом» 2016 года с Акшаем Кумаром в главной роли — снят по мотивам дела К. М. Нанавати.
- Так и не выпущенный фильм Пуджи Бхатт, Love Affair, также основан на этом деле. В центре сюжета одинокая иностранка, которая, оказавшись в Индии, влюбляется в мужчину (не являющегося её мужем) и последствия её поступков.
- На данном событии также основана пьеса на языке маратхи, под названием Aparadh Meech Kela драматурга Мадхусудана Калелкара. Арун Сарнайк сыграл командира Нанавати.
- Веб-сериал 2019 года на языке хинди «Вердикт: штат против Нанавати» от ALTBalaji основана на данном сюжете.